# Eredivisie ijshockey bekercompetitie 2011/12
De Eredivisie ijshockey bekercompetitie 2011/12 was de 42e editie van dit ijshockeybekertoernooi dat georganiseerd wordt door de Nederlandse IJshockey Bond.
De reguliere bekercompetitie werd gespeeld met alle negen clubs (drie Belgische en zes Nederlandse) die in het seizoen 2011/12 ook van start gingen in de North Sea Cup. De competitie ging vijf dagen na de openingswedstrijd van het ijshockeyseizoen in Nederland om de Ron Bertelingschaal van start op vrijdag 30 september en eindigde op zondag 27 november.
Na afloop van deze competitie speelden de beste vier Nederlandse clubs in de play-off om de Nederlandse bekertitel. Hierin kwamen de Nederlandse nummers ‘1’ en ‘4’ en de nummers ‘2’ en ‘3’ in de halve finale tegen elkaar uit in een 'best-of-three'. De beide winnaars van deze duels speelden de bekerfinale op woensdag 18 januari 2012 in het IJssportcentrum Stappegoor in Tilburg. Bekerhouder was Destil Trappers Tilburg.
De beker werd voor de tweede keer in de clubgeschiedenis door HYS The Hague veroverd. HYS versloeg de bekerhouder Tilburg Trappers met 5-3. In 1938 werd, toen als HHIJC, de eerste editie van dit bekertoernooi gewonnen.

## Competitie
Puntentelling
Een gewonnen wedstrijd leverde drie punten op. Bij een gelijkspel volgde een verlenging (4-tegen-4) van maximaal vijf minuten, eventueel gevolgd door een shoot-out. Het team dat scoorde won de wedstrijd met één doelpunt verschil. De winnaar kreeg twee punten, de verliezer één punt.

### Eindstand
| \| # \| Club \| AW \| W \| GW \| GV \| V \| Pnt \| V-T \| \| - \| ------------------- \| -- \| -- \| -- \| -- \| -- \| ---- \| ------ \| \| 1 \| HYS The Hague \| 16 \| 13 \| 1 \| 1 \| 1 \| 42 \| 104-35 \| \| 2 \| Eaters Geleen \| 16 \| 13 \| 0 \| 1 \| 2 \| 40 \| 78-38 \| \| 3 \| Tilburg Trappers \| 16 \| 10 \| 1 \| 0 \| 5 \| 32 \| 94-45 \| \| 4 \| Eindhoven Kemphanen \| 16 \| 9 \| 0 \| 0 \| 7 \| 27 * \| 79-58 \| \| 5 \| Friesland Flyers \| 16 \| 9 \| 0 \| 0 \| 7 \| 27 * \| 84-50 \| \| 6 \| White Caps Turnhout \| 16 \| 5 \| 2 \| 0 \| 9 \| 19 \| 54-70 \| \| 7 \| HYC Herentals \| 16 \| 5 \| 0 \| 2 \| 9 \| 17 \| 57-82 \| \| 8 \| IHC Leuven \| 16 \| 3 \| 1 \| 1 \| 11 \| 12 \| 45-90 \| \| 9 \| Amsterdam Capitals \| 0 \| 0 \| 0 \| 0 \| 16 \| 0 \| 28-155 \| * Eindklassering Eindhoven en Heerenveen op basis van onderling resultaat: 8-7 (1-3, 7-4) | Legenda AW = aantal wedstrijden WP = winstpartij (3 punten) GW = gelijk en gewonnen na verlenging (2 punten) GV = gelijk en verloren na verlenging (1 punt) V = verloren partij (0 punten) Pnt = totaal punten v-t = doelpunten voor/tegen |    |    |    |    |    |      |        |
| # | Club | AW | W  | GW | GV | V  | Pnt  | V-T    |
| 1 | HYS The Hague | 16 | 13 | 1  | 1  | 1  | 42   | 104-35 |
| 2 | Eaters Geleen | 16 | 13 | 0  | 1  | 2  | 40   | 78-38  |
| 3 | Tilburg Trappers | 16 | 10 | 1  | 0  | 5  | 32   | 94-45  |
| 4 | Eindhoven Kemphanen | 16 | 9  | 0  | 0  | 7  | 27 * | 79-58  |
| 5 | Friesland Flyers | 16 | 9  | 0  | 0  | 7  | 27 * | 84-50  |
| 6 | White Caps Turnhout | 16 | 5  | 2  | 0  | 9  | 19   | 54-70  |
| 7 | HYC Herentals | 16 | 5  | 0  | 2  | 9  | 17   | 57-82  |
| 8 | IHC Leuven | 16 | 3  | 1  | 1  | 11 | 12   | 45-90  |
| 9 | Amsterdam Capitals | 0  | 0  | 0  | 0  | 16 | 0    | 28-155 |

### Uitslagen
| Datum | Thuisteam           | Uitslag | Periodestanden  | Uitteam             |
| ----- | ------------------- | ------- | --------------- | ------------------- |
| 30/09 | Amsterdam Capitals  | 1-14    | 1-2, 0-5, 0-7   | HYS The Hague       |
| 30/09 | Friesland Flyers    | 3-4     | 2-2, 0-1, 1-1   | Eaters Geleen       |
| 01/10 | Eaters Geleen       | 3-1     | 0-0, 1-1, 2-0   | HYC Herentals       |
| 01/10 | IHC Leuven          | 3-6     | 0-1, 1-4, 2-1   | Eindhoven Kemphanen |
| 02/10 | Eindhoven Kemphanen | 10-1    | 4-0, 3-0, 3-1   | Amsterdam Capitals  |
| 02/10 | HYC Herentals       | 2-1     | 1-1, 1-0, 0-0   | IHC Leuven          |
| 02/10 | Tilburg Trappers    | 5-3     | 1-2, 1-1, 3-0   | Friesland Flyers    |
| 07/10 | Amsterdam Capitals  | 1-6     | 0-1, 0-4, 1-1   | HYC Herentals       |
| 07/10 | Friesland Flyers    | 3-1     | 0-0, 1-1, 2-0   | Eindhoven Kemphanen |
| 07/10 | HYS The Hague       | 9-2     | 4-0, 3-0, 2-2   | White Caps Turnhout |
| 07/10 | Tilburg Trappers    | 7-2     | 3-0, 1-1, 3-1   | IHC Leuven          |
| 08/10 | Eindhoven Kemphanen | 1-5     | 1-1, 0-2, 0-2   | Eaters Geleen       |
| 09/10 | Eaters Geleen       | 10-2    | 3-2, 1-0, 6-0   | Amsterdam Capitals  |
| 09/10 | HYC Herentals       | 1-3     | 0-2, 0-1, 1-0   | HYS The Hague       |
| 09/10 | IHC Leuven          | 2-5     | 1-1, 0-2, 1-2   | Friesland Flyers    |
| 09/10 | White Caps Turnhout | 1-5     | 0-2, 0-0, 1-3   | Tilburg Trappers    |
| 12/10 | Amsterdam Capitals  | 1-7     | 1-5, 0-2, 0-0   | White Caps Turnhout |
| 14/10 | Friesland Flyers    | 5-2     | 0-1, 3-1, 2-0   | Amsterdam Capitals  |
| 14/10 | HYS The Hague       | 8-2     | 2-0, 3-1, 3-1   | IHC Leuven          |
| 14/10 | Tilburg Trappers    | 11-5    | 4-0, 3-3, 4-2   | Eindhoven Kemphanen |
| 15/10 | Eindhoven Kemphanen | 6-3     | 1-0, 1-1, 4-2   | HYC Herentals       |
| 15/10 | IHC Leuven          | 3-5     | 0-1, 0-0, 3-4   | Eaters Geleen       |
| 16/10 | Eaters Geleen       | 3-2     | 1-2, 2-0, 0-0   | Friesland Flyers    |
| 16/10 | HYC Herentals       | 2-8     | 0-6, 1-1, 1-1   | Tilburg Trappers    |
| 16/10 | White Caps Turnhout | 4-6     | 0-3, 2-2, 2-1   | HYS The Hague       |
| 21/10 | Amsterdam Capitals  | 0-18    | 0-5, 0-8, 0-5   | Tilburg Trappers    |
| 21/10 | Friesland Flyers    | 11-2    | 3-2, 4-1, 4-0   | HYC Herentals       |
| 22/10 | Eindhoven Kemphanen | 7-2     | 3-1, 1-1, 3-0   | IHC Leuven          |
| 23/10 | IHC Leuven          | 7-2     | 0-0, 4-2, 3-0   | Amsterdam Capitals  |
| 23/10 | Tilburg Trappers    | 0-3     | 0-1, 0-2, 0-0   | Eaters Geleen       |
| 28/10 | Friesland Flyers    | 5-0 r   | (0-0, 3-2, 1-1) | White Caps Turnhout |
| 28/10 | HYS The Hague       | 8-2     | 2-0, 2-1, 4-1   | Eaters Geleen       |
| 28/10 | HYC Herentals       | 3-8     | 1-4, 1-1, 1-3   | Eindhoven Kemphanen |
| 29/10 | Amsterdam Capitals  | 4-10    | 1-3, 1-5, 2-2   | Friesland Flyers    |
| 29/10 | Eindhoven Kemphanen | 5-2     | 2-0, 1-1, 2-1   | Tilburg Trappers    |
| 29/10 | IHC Leuven          | 0-5     | 0-1, 0-2, 0-2   | HYS The Hague       |

| Datum | Thuisteam           | Uitslag | Periodestanden | Uitteam             |
| ----- | ------------------- | ------- | -------------- | ------------------- |
| 30/10 | Eaters Geleen       | 8-2     | 3-0, 3-2, 2-0  | IHC Leuven          |
| 30/10 | Tilburg Trappers    | 5-6     | 2-3, 2-1, 1-2  | HYC Herentals       |
| 30/10 | White Caps Turnhout | 7-1     | 2-0, 4-1, 1-0  | Amsterdam Capitals  |
| 01/11 | Eaters Geleen       | 4-1     | 1-1, 2-0, 1-0  | White Caps Turnhout |
| 01/11 | HYS The Hague       | 7-1     | 4-0, 1-1, 2-0  | Friesland Flyers    |
| 04/11 | Amsterdam Capitals  | 1-7     | 1-2, 0-2, 0-2  | Eindhoven Kemphanen |
| 04/11 | Tilburg Trappers    | 3-2 nv  | 2-1, 0-1, 0-0  | HYS The Hague       |
| 05/11 | HYC Herentals       | 4-8     | 0-4, 3-1, 1-3  | Eaters Geleen       |
| 05/11 | IHC Leuven          | 4-5 nv  | 0-0, 3-0, 1-4  | White Caps Turnhout |
| 06/11 | Eaters Geleen       | 2-5     | 1-1, 1-1, 0-3  | Tilburg Trappers    |
| 06/11 | Eindhoven Kemphanen | 7-4     | 2-1, 3-0, 3-2  | Friesland Flyers    |
| 06/11 | White Caps Turnhout | 5-2     | 1-1, 4-1, 0-0  | HYC Herentals       |
| 11/11 | HYC Herentals       | 4-5 nv  | 2-0, 0-4, 2-0  | White Caps Turnhout |
| 12/11 | IHC Leuven          | 5-4 nv  | 0-0, 3-2, 1-2  | HYC Herentals       |
| 13/11 | White Caps Turnhout | 5-2     | 2-1, 1-0, 2-1  | IHC Leuven          |
| 15/11 | HYS The Hague       | 16-2    | 3-1, 6-0, 7-1  | Amsterdam Capitals  |
| 16/11 | Friesland Flyers    | 0-6     | 0-4, 0-0, 0-2  | HYS The Hague       |
| 16/11 | White Caps Turnhout | 5-4     | 2-1, 1-2, 2-1  | Eindhoven Kemphanen |
| 18/11 | Amsterdam Capitals  | 5-6     | 3-1, 1-2, 1-3  | IHC Leuven          |
| 18/11 | Friesland Flyers    | 5-1     | 2-1, 1-0, 2-0  | Tilburg Trappers    |
| 18/11 | HYS The Hague       | 4-2     | 0-1, 2-1, 2-0  | Eindhoven Kemphanen |
| 19/11 | White Caps Turnhout | 2-5     | 1-, 1-3, 0-1   | Eaters Geleen       |
| 20/11 | Eaters Geleen       | 1-2 nv  | 1-0, 0-1, 0-0  | HYS The Hague       |
| 20/11 | Eindhoven Kemphanen | 6-1     | 1-0, 2-1, 3-0  | White Caps Turnhout |
| 20/11 | HYC Herentals       | 4-3     | 1-1, 2-1, 1-1  | Friesland Flyers    |
| 20/11 | Tilburg Trappers    | 12-2    | 3-1, 9-0, 0-1  | Amsterdam Capitals  |
| 22/11 | HYS The Hague       | 2-7     | 2-1, 0-2, 0-4  | Tilburg Trappers    |
| 25/11 | Amsterdam Capitals  | 2-12    | 1-5, 0-2, 1-5  | Eaters Geleen       |
| 25/11 | Friesland Flyers    | 14-0    | 3-0, 5-0, 6-0  | IHC Leuven          |
| 25/11 | HYS The Hague       | 5-3     | 2-1, 1-2, 2-0  | HYC Herentals       |
| 25/11 | Tilburg Trappers    | 3-1     | 1-1, 1-0, 1-0  | White Caps Turnhout |
| 26/11 | Eindhoven Kemphanen | 4-7     | 0-2, 1-2, 3-3  | HYS The Hague       |
| 26/11 | IHC Leuven          | 4-2     | 1-1, 1-0, 2-1  | Tilburg Trappers    |
| 27/11 | Eaters Geleen       | 3-0     | 2-0, 1-0, 0-0  | Eindhoven Kemphanen |
| 27/11 | HYC Herentals       | 8-1     | 3-1, 2-0, 3-0  | Amsterdam Capitals  |
| 27/11 | White Caps Turnhout | 0-9     | 0-3, 0-2, 0-4  | Friesland Flyers    |

## Play-off

### Halve finale
De halve finale werd door middel van een “best-of-3” gespeeld.
| Competitie NL #1 - NL #4 |                     |         |                |                     |
| Datum                    | Thuisteam           | Uitslag | Periodestanden | Uitteam             |
| 29/11                    | HYS The Hague       | 5-2     | 1-1, 3-0, 1-1  | Eindhoven Kemphanen |
| 07/12                    | Eindhoven Kemphanen | 4-2     | 1-0, 2-1, 1-1  | HYS The Hague       |
| 13/12                    | HYS The Hague       | 6-5 nv  | 1-2, 2-1, 2-2  | Eindhoven Kemphanen |

| Competitie NL #2 - NL #3 |                  |         |                |                  |
| Datum                    | Thuisteam        | Uitslag | Periodestanden | Uitteam          |
| 30/11                    | Eaters Geleen    | 4-3 nv  | 1-0, 2-1, 0-2  | Tilburg Trappers |
| 07/12                    | Tilburg Trappers | 7-3     | 4-1, 0-1, 3-1  | Eaters Geleen    |
| 14/12                    | Eaters Geleen    | 0-1 nv  | 0-0, 0-0, 0-0  | Tilburg Trappers |

### Finale
De finale werd op woensdag 18 januari 2012 in het IJssportcentrum Stappegoor in Tilburg gespeeld.
| Datum | Thuisteam     | Uitslag | Periodestanden | Uitteam          |
| ----- | ------------- | ------- | -------------- | ---------------- |
| 18/01 | HYS The Hague | 5-3     | 0-2, 3-0, 2-1  | Tilburg Trappers |